# Уайетт, Рон
Рональд Элдон Уайетт (Ronald Eldon Wyatt, Ron Wyatt) (2 июня 1933 года — 4 августа 1999 года) — археолог-любитель, скандально известный «находками артефактов» библейских времён.
Ни одна из его теорий не была опубликована ни в одном из научных журналов.

## Биография
В 1960 году — помощник анестезиолога в Нешвиллском Медицинском Центре.
В 1977 г. предпринял свою первую поездку в восточную Турцию.
В 1978 году посетил Египет, в 1979 году — Израиль, всего совершил более чем 120 поездок на Ближний Восток. Не стремился размещать материалы своих исследований в печати и на телевидении.
В 1980-е годы совершил несколько поездок в Израиль, где пытался самостоятельно, без разрешения израильских властей произвести археологические раскопки. За такие попытки он неоднократно штрафовался, арестовывался и был выдворен из страны.

## Заявляемые «находки»
- легендарный Ноев ковчег;
- города Содом и Гоморра;
- место пересечения израильтянами Красного моря после исхода из Египта;
- истинное месторасположение горы Синай;
- камень, из которого Моисей напоил водой жаждущих израильтян в пустыне;
- пещера в горе Мориа, с Ковчегом Завета[4].

## Продолжатели
Существует некоммерческая организация «Археологические Исследования Уайетта» (W.A.R. или Wyatt Archaeological Research).

## Критика
Ассоциация садовых гробниц Иерусалима заявляет в письме, которое они направляют посетителям по запросу:
Совет Ассоциации садовых гробниц (Лондон) полностью опровергает заявление Вятта об обнаружении оригинального Ковчега Завета или любых других библейских артефактов в пределах территории, известной как Садовая гробница Иерусалима. Хотя Вятту несколько раз разрешалось копать в этом частном саду (последний раз был летом 1991 года), сотрудники Ассоциации наблюдали за его продвижением и заходили в его раскопанную шахту. Насколько нам известно, ничего не было обнаружено в поддержку его утверждений, и мы не видели никаких свидетельств библейских артефактов или храмовых сокровищ.
Археолог Джо Зиас из Управления древностей Израиля (IAA) заявил, что «Рон Вятт не является археологом и никогда не проводил законно лицензированных раскопок в Израиле или Иерусалиме. Чтобы проводить раскопки, необходимо иметь как минимум степень бакалавра археологии, которую он не обладает, несмотря на его утверждения об обратном... [Его заявления] попадают в категорию мусора, который можно найти в таблоидах, таких как National Enquirer, Sun и т. д.».